# Fragile Tension/Hole to Feed
Fragile Tension/Hole to Feed è un singolo del gruppo musicale britannico Depeche Mode, pubblicato il 7 dicembre 2009 come terzo estratto dal dodicesimo album in studio Sounds of the Universe.

## Video musicale
Il video di Fragile Tension è stato diretto da Robert Chandler e Barney Steel, mentre quello di Hole to Feed da Eric Wareheim.

## Tracce
CD
1. Fragile Tension (Radio Mix) – 3:38
2. Hole to Feed (Radio Mix) – 3:28
3. Perfect (Roger Sanchez Club Mix) – 7:27
4. Come Back (SixToes Remix) – 4:58
5. Fragile Tension (Laidback Luke Remix) – 7:53
6. Hole to Feed (Popof Vocal Mix) – 8:44
7. Fragile Tension (Peter Bjorn and John Remix) – 3:47
8. Hole to Feed (Joebot Remix) – 6:41

12"
- Lato A

1. Fragile Tension (Stephan Bodzin Remix) – 9:15
2. Fragile Tension (Kris Menace's Love on Laserdisc Remix)

- Lato B

1. Hole to Feed (Popof Vocal Mix) – 8:43
2. Hole to Feed (Paul Woolford's Easyfun Ethereal Disco Mix) – 7:09

- Lato C

1. Perfect (Roger Sanchez Club Mix) – 7:26
2. Perfect (Ralphi Rosario Dub)

- Lato D

1. Peace (Herve's 'Warehouse Frequencies' Remix)
2. Peace (Sander Van Doorn Remix)

Download digitale
1. Fragile Tension (Radio Mix) – 3:36
2. Hole to Feed (Radio Mix) – 3:27
3. Come Back (SixToes Remix) – 4:57
4. Perfect (Ralphi & Craig Club Remix) – 8:49
5. Fragile Tension (Stephan Bodzin Remix) – 9:15
6. Hole to Feed (Paul Woolford's Easyfun Ethereal Disco Mix) – 7:09
7. Perfect (Roger Sanchez Club Mix) – 7:26
8. Fragile Tension (Solo Loves Panorama Remix) – 6:10
9. Hole to Feed (Popof Vocal Mix) – 8:43
10. Perfect (Ralphi & Jody Club Remix) – 7:39

## Formazione
Hanno partecipato alle registrazioni, secondo le note di copertina di Sounds of the Universe:
Gruppo
- Martin Gore – strumentazione, voce
- Andy Fletcher – strumentazione
- Dave Gahan – voce principale

Altri musicisti
- Luke Smith – programmazione
- Christian Eigner – batteria, programmazione originale (Hole to Feed)
- Andrew Phillpott – programmazione originale (Hole to Feed)

Produzione
- Ben Hillier – produzione
- Tony Hoffer – missaggio
- Ferg Peterkin – ingegneria del suono
- Josh Garcia – assistenza tecnica (Santa Barbara)
- Jesse Gladstone – assistenza tecnica (New York)
- Anthony Palazzole – assistenza al missaggio
- Sie Medway-Smith – assistenza alla pre-produzione
- Stephen Marcussen – mastering
- Anton Corbijn – direzione artistica, fotografia, design copertina
- ShaughnessyWorks – design
- Tea Design – artwork

## Classifiche
| Classifica (2009) | Posizione massima |
| ----------------- | ----------------- |
| Francia           | 27                |
| Germania          | 39                |